# Affricata velare sorda
L'affricata velare sorda è un tipo di suono consonantico, usato in alcune lingue parlate. I simboli dell'alfabeto fonetico internazionale che rappresentano questo suono sono ⟨ k͡x ⟩ e ⟨ k͜x ⟩,. Il tirante può essere omesso, dando ⟨kx⟩.
Alcune lingue hanno l'affricata prevelare sorda, che è articolata leggermente più in avanti rispetto al prototipo affricato velare sorda, sebbene non così in avanti come il prototipo affricato palatale sorda.
Al contrario, alcune lingue hanno l'affricata sorda post-velare, che è articolata leggermente dietro il luogo di articolazione del prototipo affricato velare sorda, sebbene non così indietro come il prototipo dell'affricata uvulare sorda.

## Caratteristiche
- Il suo modo di articolazione è affricato, il che significa che viene prodotto prima interrompendo completamente il flusso d'aria, quindi consentendo il flusso d'aria attraverso un canale ristretto nel punto di articolazione, provocando turbolenza.
- Il suo luogo di articolazione è velare, il che significa che si articola con la parte posteriore della lingua (il dorso) al palato molle.
- è una consonante sorda, in quanto questo suono è prodotto solo dal sibilare dell'aria e non dalle corde vocali.

## Occurrenza
L'affricata velare sorda ricorre nelle lingue !Xóõ, sloveno, navajo, coreano, tedesco, inglese, tedesche alemanne, bavarese, greco moderno, lakota, olandese.